# Puchar Ministra Obrony Narodowej 2015
Puchar Ministra Obrony Narodowej 2015 – 54. edycja wyścigu kolarskiego o Puchar Ministra Obrony Narodowej, która odbyła się 22 sierpnia 2015 na liczącej 176 kilometrów trasie z Pisza do Orzysza; wyścig był częścią UCI Europe Tour 2015.

## Klasyfikacja generalna
| \| Klasyfikacja generalna \| Klasyfikacja generalna \| Klasyfikacja generalna \| Klasyfikacja generalna \| Klasyfikacja generalna \| \| Kolarz \| Kolarz \| Państwo \| Drużyna \| Czas \| \| ---------------------- \| ---------------------- \| ---------------------- \| --------------------------- \| ---------------------- \| \| 1. \| Erik Baška \| Słowacja \| AWT-Greenway \| 3h 45' 26" \| \| 2. \| Grzegorz Stępniak \| Polska \| CCC Sprandi Polkowice \| + 0" \| \| 3. \| Konrad Dąbkowski \| Polska \| ActiveJet \| + 0" \| \| 4. \| Mateusz Nowak \| Polska \| Domin Sport \| + 0" \| \| 5. \| Witalij Buc \| Ukraina \| Kolss-BDC \| + 0" \| \| 6. \| Nikolai Tefre Lunder \| Norwegia \| Bliz-Merida \| + 0" \| \| 7. \| Grzegorz Haba \| Polska \| Pogoń Mostostal Puławy \| + 0" \| \| 8. \| Konstiantin Aszurow \| Ukraina \| Kyiv Capital Racing \| + 0" \| \| 9. \| Wasilij Malinowski \| Ukraina \| Kolss-BDC \| + 0" \| \| 10. \| Mateusz Komar \| Polska \| Whistle Team Ziemia Brzeska \| + 0" \| |                      |          |                             |            |
| |                      |          |                             |            |
| Źródło: ProCyclingStats |                      |          |                             |            |
| Klasyfikacja generalna |                      |          |                             |            |
| Kolarz | Kolarz               | Państwo  | Drużyna                     | Czas       |
| 1. | Erik Baška           | Słowacja | AWT-Greenway                | 3h 45' 26" |
| 2. | Grzegorz Stępniak    | Polska   | CCC Sprandi Polkowice       | + 0"       |
| 3. | Konrad Dąbkowski     | Polska   | ActiveJet                   | + 0"       |
| 4. | Mateusz Nowak        | Polska   | Domin Sport                 | + 0"       |
| 5. | Witalij Buc          | Ukraina  | Kolss-BDC                   | + 0"       |
| 6. | Nikolai Tefre Lunder | Norwegia | Bliz-Merida                 | + 0"       |
| 7. | Grzegorz Haba        | Polska   | Pogoń Mostostal Puławy      | + 0"       |
| 8. | Konstiantin Aszurow  | Ukraina  | Kyiv Capital Racing         | + 0"       |
| 9. | Wasilij Malinowski   | Ukraina  | Kolss-BDC                   | + 0"       |
| 10. | Mateusz Komar        | Polska   | Whistle Team Ziemia Brzeska | + 0"       |